# Ataque de Vã de agosto de 2016
O Ataque de Vã de agosto de 2016 trata-se de um ataque a bomba na sede da polícia de Iki Nisan, no centro da cidade de Vã, em 17 de agosto daquele ano. Um carro-bomba foi detonado perto do prédio por um membro do PKK às 23:15 em frente à Delegacia de Polícia de Iki Nisan na rua Sıhke no distrito central de Ipequiolu (İpekyolu) em Vã. Um total de pessoas pessoas, duas das quais eram policiais, perderam suas vidas no ataque, e 72 pessoas, 20 das quais eram policiais, ficaram feridas. Os prédios ao redor também foram danificados no ataque.